# Spathocentrus intermedius
Spathocentrus intermedius är en insektsart som beskrevs av Fowler. Spathocentrus intermedius ingår i släktet Spathocentrus och familjen hornstritar. Inga underarter finns listade i Catalogue of Life.